# Holhol
Holhol è un centro abitato dello Stato africano di Gibuti, situato nella regione di Ali Sabieh.